# Pierre Roussel (médecin)
Pour les articles homonymes, voir Pierre Roussel (homonymie) et Roussel.
Pierre Roussel, né le 29 septembre 1742 à Ax-les-Thermes et mort le 19 septembre 1802 à Thiville près de Châteaudun, est un médecin et journaliste français.

## Biographie
Son acte de décès précise qu'il est membre associé de l'Institut de France.

## Œuvres
- Système physique et moral de la femme ou Tableau philosophique de la constitution, de l’état organique, du tempérament, des mœurs et des fonctions propres au sexe, Paris, 1775
  - Système physique et moral de la femme, suivi du système physique et moral de l’homme, et d’un fragment sur la sensibilité, 1805–1813 — « Précédé par l'éloge historique de l'auteur par Jean-Louis Alibert ».
  - (de) Physiologie des weiblichen Geschlechtes, 1786
  - (it) Sistema fisico e morale della donna, Milan, Borroni e Scotti, 1853 (lire en ligne)

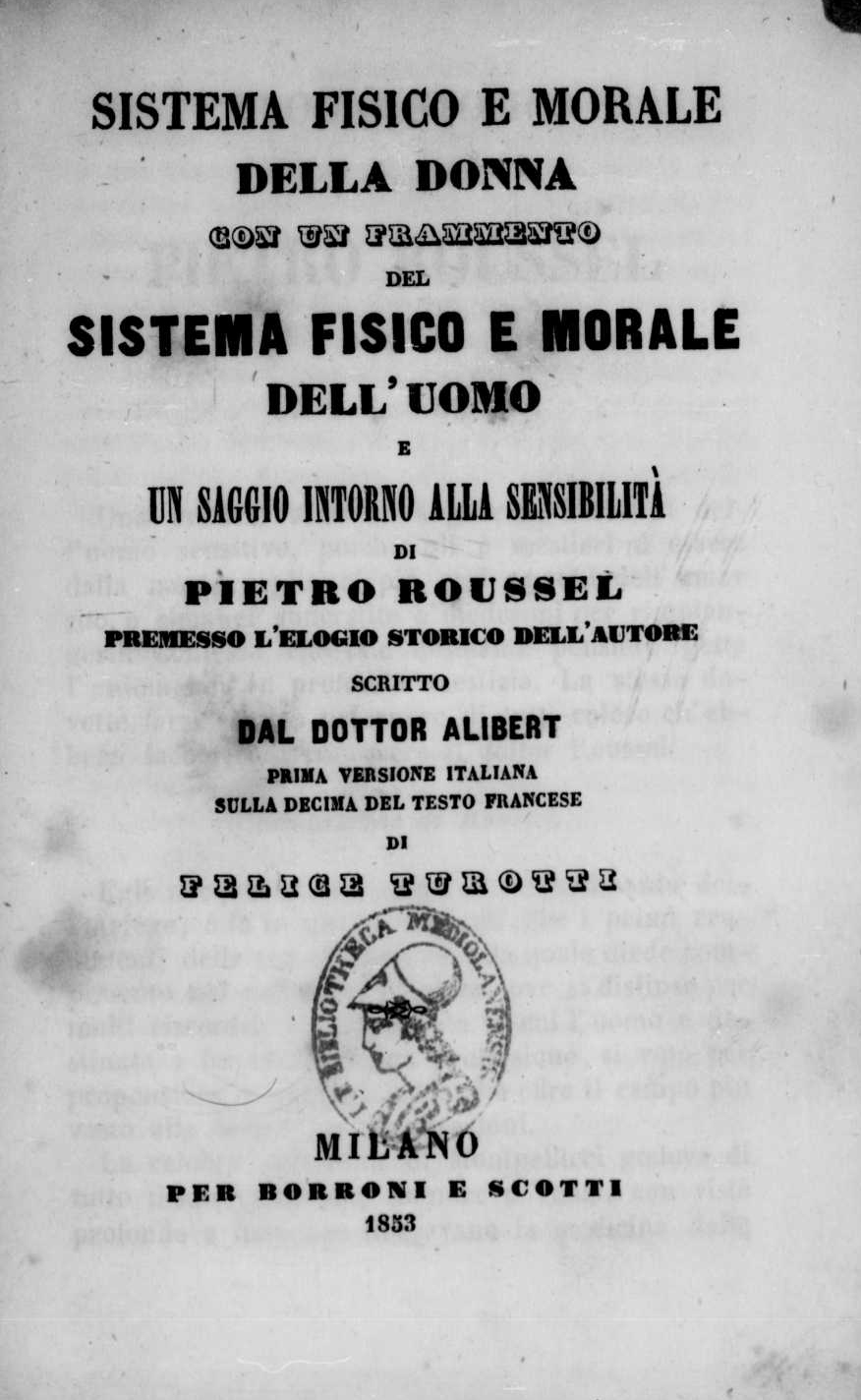
Système physique et moral de la femme, première édition italienne, 1853